# Heitenried
Heitenried (toponimo tedesco; in francese Essers, desueto) è un comune svizzero di 1 366 abitanti del Canton Friburgo, nel distretto della Sense.

## Monumenti e luoghi d'interesse

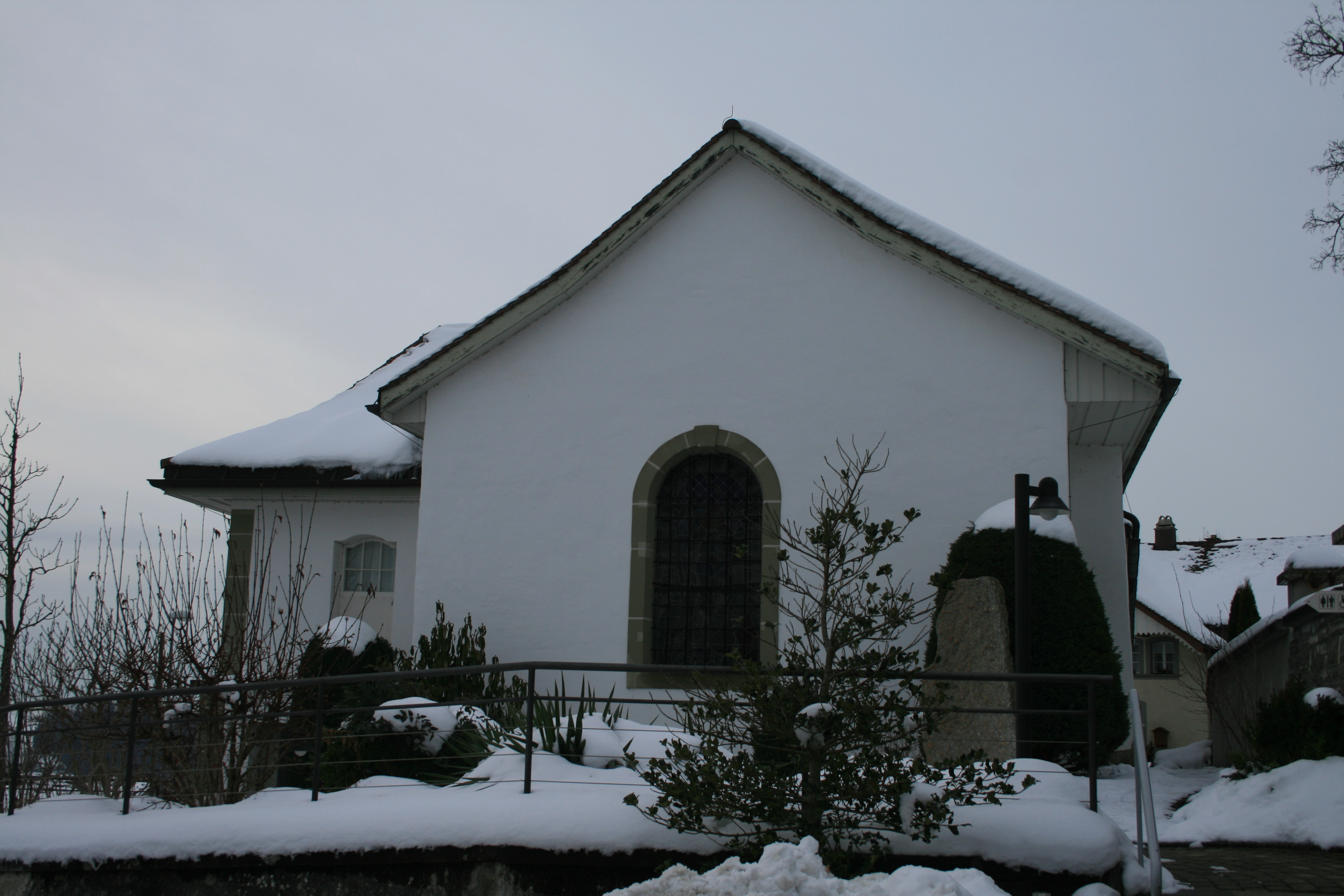
La vecchia chiesa cattolica di San Michele

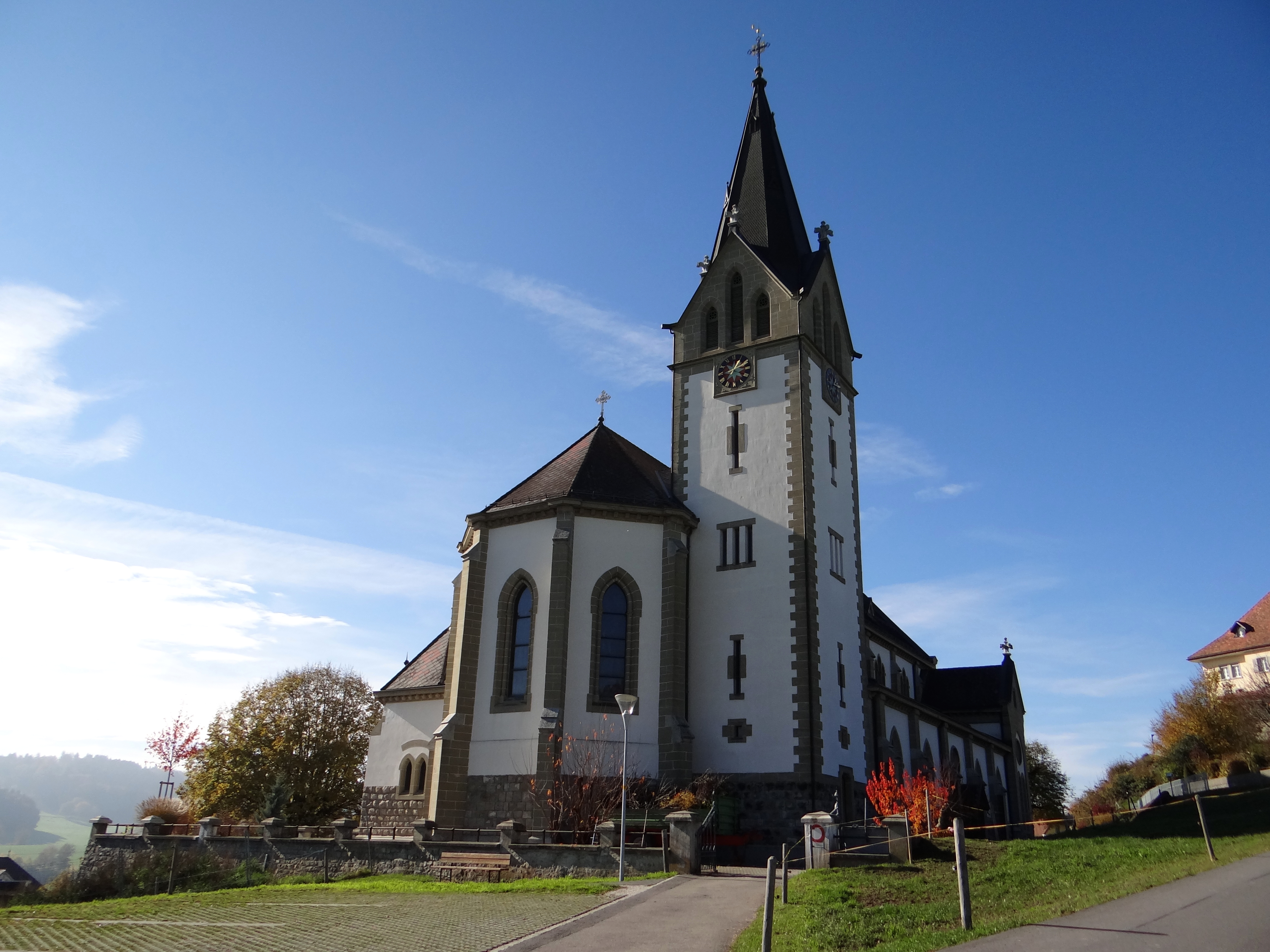
La nuova chiesa cattolica di San Michele

- Vecchia chiesa cattolica di San Michele, attestata dal 1228[1];
- Nuova chiesa cattolica di San Michele, eretta nel 1904-1905[1].

## Società

### Evoluzione demografica
L'evoluzione demografica è riportata nella seguente tabella:
Abitanti censiti

## Geografia antropica

### Frazioni
Le frazioni di Heitenried sono:
- Breitenried[senza fonte]
- Lettiswil[senza fonte]
- Scheuergraben
- Schönfels
- Selgiswil
- Unterwinterlingen
- Wiler vor Holz

## Amministrazione
Ogni famiglia originaria del luogo fa parte del comune patriziale che ha la responsabilità della manutenzione di ogni bene comune.